# ニーナ・ペトリ
ニーナ・ペトリ（Nina Petri、1963年7月16日 - ）は、ドイツの女優。

## 出演作品
- 検屍官　沈黙する死体
- 羊の啼き声
- ビタースウィート
- ラン・ローラ・ラン
- マリアの受難